# Elisabet de Romania
Elisabet de Romania (Castell de Peleș - Sinaia 1894 - Cannes 1956), reina de Grècia (1922-1924).
Nascuda princesa de Romania era filla del rei Ferran I de Romania i de la princesa Maria del Regne Unit. Era neta per part de pare del príncep Leopold de Hohenzollern-Sigmaringen i de la princesa Antònia de Portugal mentre que per part de mare ho era del príncep Alfred del Regne Unit i de la gran duquessa Maria de Rússia.
De caràcter difícil i reservat contragué matrimoni amb el príncep i futur rei Jordi II de Grècia el 1921 a Bucarest. Un matrimoni concertat entre les dues mares del contraient, la reina Maria de Romania i la reina Sofia de Prússia. El matrimoni s'establí a Atenes, arribant l'any 1922 a convertir-se en monarques. L'exili iniciat l'any 1924 significà la separació del matrimoni, ella retornà a Bucarest i ell s'establí a Londres. La cort romanesa facilità el divorci l'any 1935. La parella no tingué descendència.
Elisabet es convertí en primera dama de Romania arran de la mort de la seva mare la reina Maria l'any 1940. Amb l'entrada de les tropes soviètiques a Romania el 1945 col·laborà amb els soviètics en contra del seu nebot el rei Miquel I de Romania. Creà junt amb els soviètics un holding d'empreses dedicades a la compra de propietats rurals. L'any 1948 amb la caiguda de la monarquia fugí de Romania i s'establí a Canes. On morí el 1956 acompanyada del seu amant a qui havia titulat príncep de Hohenzollern.